# John Jones (acteur)
John Arthur Jones (Amsterdam, 29 september 1963) is een Nederlands acteur. Hij is de zoon van acteur en zanger Donald Jones en cabaretière, actrice en zangeres Adèle Bloemendaal.

## Biografie
Na zijn jeugd in Nederland kreeg hij zijn opleiding in de Verenigde Staten. Hij studeerde Radiology and Emergency Medicine in Texas. Na zijn opleiding werkte hij enige tijd bij een helikopterreddingsdienst en bij de Amerikaanse luchtmacht. In 1985 werd hij grondsteward bij de Lufthansa op het vliegveld van San Francisco.
In 1987 kwam Jones weer naar Nederland. Aanvankelijk werd hij bij de KLM grondsteward en later steward op vliegtuigen. In 1990 sloot hij zich aan bij de Comedytrain. In eerste instantie combineerde hij dit met zijn werk bij de KLM, maar later wijdde hij zich volledig aan het acteren. Zijn bekendste rol is die van Jimmy de Waard in de serie SamSam. Ook gaf hij acteerlessen aan Movie Action International. Hij is ook presentator bij evenementen. In 2010 is hij tevens geslaagd voor zijn brandweeropleiding, en werkzaam bij de vrijwillige brandweer van Badhoevedorp als bevelvoerder, en fulltime werkzaam bij de veiligheidsregio van Kennemerland waar hij zich onder meer bezig houdt met brandveiligheid en brandpreventie.

## Filmografie

### Films
- BNN: K.R.S.T.M.S. (televisiefilm, 1995) − Jozef
- Do Not Disturb (1999) − barkeeper
- Madagascar (2005) - Koning Julien XIII (stem)
- Madagascar: Escape 2 Africa (2008) - Koning Julien XIII (stem)
- Gangsterboys (2010) − Willy
- Madagascar 3: Europe's Most Wanted (2012) - Koning Julien XIII (stem)
- Creme brûlée (kortfilm, 2013) – echtgenoot
- Penguins of Madascar (2014) - Koning Julien XIII (stem)
- Robin Hood: The Rebellion (2018) – chirurg
- Het geheim van Sophia (2019) – ober
- Krazy House (2024) – dokter White

### Televisieseries en -programma's
- Vrouwenvleugel (televisieserie, 51 afl., 1993–1995) − David Molenaar
- Flodder (televisieserie) − militair op basis (1994)
- SamSam (televisieserie, 1994–2003) − Jimmy de Waard
- Studio nonsens (televisieprogramma, 1996)
- Weekly Jones (televisieprogramma, 1997–1998)
- Costa! (televisieserie) − Robin (10 afl., 2001)
- The Fairytaler (animatieserie) − Verschillende personages (2003−2005)
- Ook dat nog! (televisieprogramma) − panellid (2003–2004)
- Het glazen huis (soapserie) − priester (afl. "De mooiste dag ...", 2004)
- Hotel Big Brother (televisieprogramma, 2006) − hotelier
- Dancing on Ice (televisieprogramma, 2007) − deelnemer
- Koefnoen (televisieprogramma) − Barack Obama (in 2009)
- Sinterklaasjournaal (2010-2016 • 2018-heden) - Vergeetpiet
- Landelijke Intocht Van Sinterklaas (2010 • 2012-2013 • 2018-heden) - Vergeetpiet
- Sinterklaas In Sesamstraat (2010-2012) - Vergeetpiet
- Kanniewaarzijn (televisieprogramma, 2011)
- Dicht bij het vuur (televisieprogramma, 2011–2013) − zichzelf (presentator)
- Zapp Sinterklaas Feest (2012-heden) - Vergeetpiet
- Studio Snugger (televisieprogramma, 2015) – modeontwerper
- Het Sinterklaas Journaal (2017) - Hulpsinterklaas